# 827 Wolfiana
Wolfiana è un asteroide della fascia principale. Scoperto nel 1916, presenta un'orbita caratterizzata da un semiasse maggiore pari a 2,2741416 UA e da un'eccentricità di 0,1571251, inclinata di 3,42013° rispetto all'eclittica.
Stanti i suoi parametri orbitali, è considerato un membro della famiglia Flora di asteroidi.
Il suo nome è in onore dell'astronomo tedesco Max Wolf.